# Johann Schlenz
Johann Evangelista Schlenz (27. prosince 1867 Rádlo u Jablonce nad Nisou – 14. listopadu 1939 Litoměřice) byl katolický kněz litoměřické diecéze, profesor církevního práva, papežský prelát, konzistorní rada v Praze a v Litoměřicích.

## Životopis
Navštěvoval gymnázium v Liberci, filosofii a teologii studoval v Litoměřicích. Na kněze byl vysvěcen v roce 1892. Studia zakončil doktorátem teologie v Římě. Po návratu z Říma a několika letech pastorační péče, začal vyučovat v roce 1907 v litoměřickém kněžském semináři teologii, kanonické právo a sociální etiku. Posléze byl jmenován profesorem na fakultě německé teologické univerzity v Praze.
V letech 1917-1918 byl děkanem fakulty. Těžiště jeho výuky bylo církevní právo a sociální nauka církve. Zabýval se však 300letým vývojem litoměřické diecéze. V oblasti církevních dějin vytvořil již v letech 1912-1914 dvousvazkové životní dílo: "Historie diecéze Litoměřice". V roce 1927 dokončil studii o dějinách litoměřického proboštství. Jako kanonista měl za úkol vypracoval studii k právnímu postavení katolické církve v nově vzniklém Československu. Napsal monografii o postavení konfesí a manželském právu v nově vzniklém státě z hlediska katolické církve. V rozsáhlém souboru prací vydaných v roce 1928 "Geschichte des Patronates in Böhmen", se zabýval patronátním právem v Českých zemích. V důsledku nemoci v říjnu 1935 rezignoval na pedagogickou činnost a odešel do důchodu. Do konce života však zpracovával historii jednotlivých litoměřických biskupů, které však zůstaly pouze v rukopisné podobě.

## Odborné publikace
- Die bischöfliche Domkirche in Leitmeritz
- Die Geschichte des Bistums Leitmeritz I., Varnsdorf 1912
- Die Geschichte des Bistums Leitmeritz II., Varnsdorf 1914
- Geschichte des Patronates in Böhmen, Praha 1928
- Geschichte des Propsteistiftes St. Stephan in Leitmeritz, 1933
- Grundriß der staatskirchenrechtlichen Gesetze und Verordnungen der C. S. R., 1934